# Historias de Lisboa
Historias de Lisboa (Lisbon Story) es una película de 1994 dirigida por Wim Wenders. Fue presentada en la sección Un Certain Regard del Festival de Cannes en 1995.

## Argumento
Historias de Lisboa es una especie de continuación de la anterior película de Wenders El estado de las cosas. El falso director de cine de la película anterior, Friedrich Monroe, reaparece interpretado por Patrick Bauchau. En Historias de Lisboa el personaje de Philip Winter, quien se desempeña como ingeniero de sonido, recibe una invitación de Monroe, desde Lisboa, para que le ayude a grabar los sonidos de la capital portuguesa cuyas escenas ha filmado. Winter logra llegar a Lisboa unas semanas después para descubrir que Monroe ha desaparecido dejando solo el filme que ha realizado pero no ha concluido. Winter decide quedarse en la ciudad ya que queda fascinado por la misma y una bella cantante de nombre Teresa. Mientras él se encarga de la grabación del sonido, Monroe, pasea por la ciudad con su cámara para filmar aún más escenas. Los dos personajes se encuentran. Winter convence a Monroe  de concluir la película.